# Désert de Sarigua

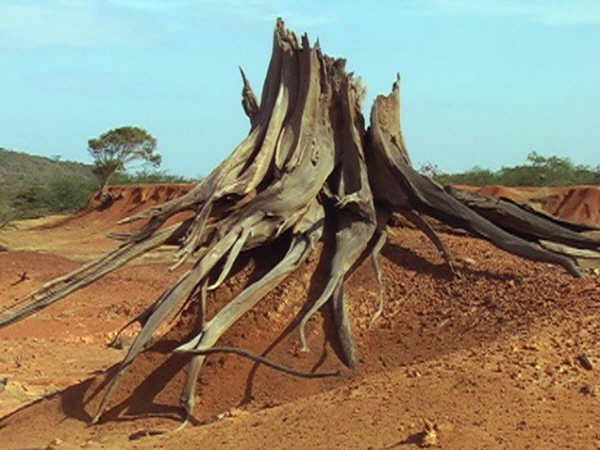
Tronc sec à La Mochila en 2014.

Le désert de Sarigua, aussi appelé en espagnol Albina del Sarigua est un désert de la péninsule d'Azuero, situé dans la province de Herrera, dans le district de Parita. Seul désert du Panamá, il s'étend sur 80 km2 et sert de cadre au parc national de Sarigua.

## Évolution
Il y a 11 000 ans, cette partie d'Amérique centrale se désertifie et devient la région la plus aride de l'actuel Panamá. Appelée à tort désert, il s'agit en fait d'une étendue salée. Ces dernières années, l'Albina a subi des changements conséquemment à une étude de l'Autorité nationale de l'environnement (ANAM) (es). Deux projets majeurs en ont émané. Il s'agit d'une part de développer l'aquaculture de la crevette en étang sur 2 000 hectares, entreprise mise en place avec un succès tout à fait satisfaisant. Et d'autre part d'une concession de 5 hectares pour installer un parc d'éoliennes.

## Biocénose
Dans le désert de Sarigua, on trouve une grande variété de plantes : outre les cactus et autres plantes des milieux arides, il y a également des mangroves, ainsi que du laurier.
La faune est représentée par des pélicans et des martins-pêcheurs. Il y une multitude d'espèces de papillons. On trouve également des scorpions et de nombreux insectes, telles des sauterelles.